# Örebro stadsbibliotek

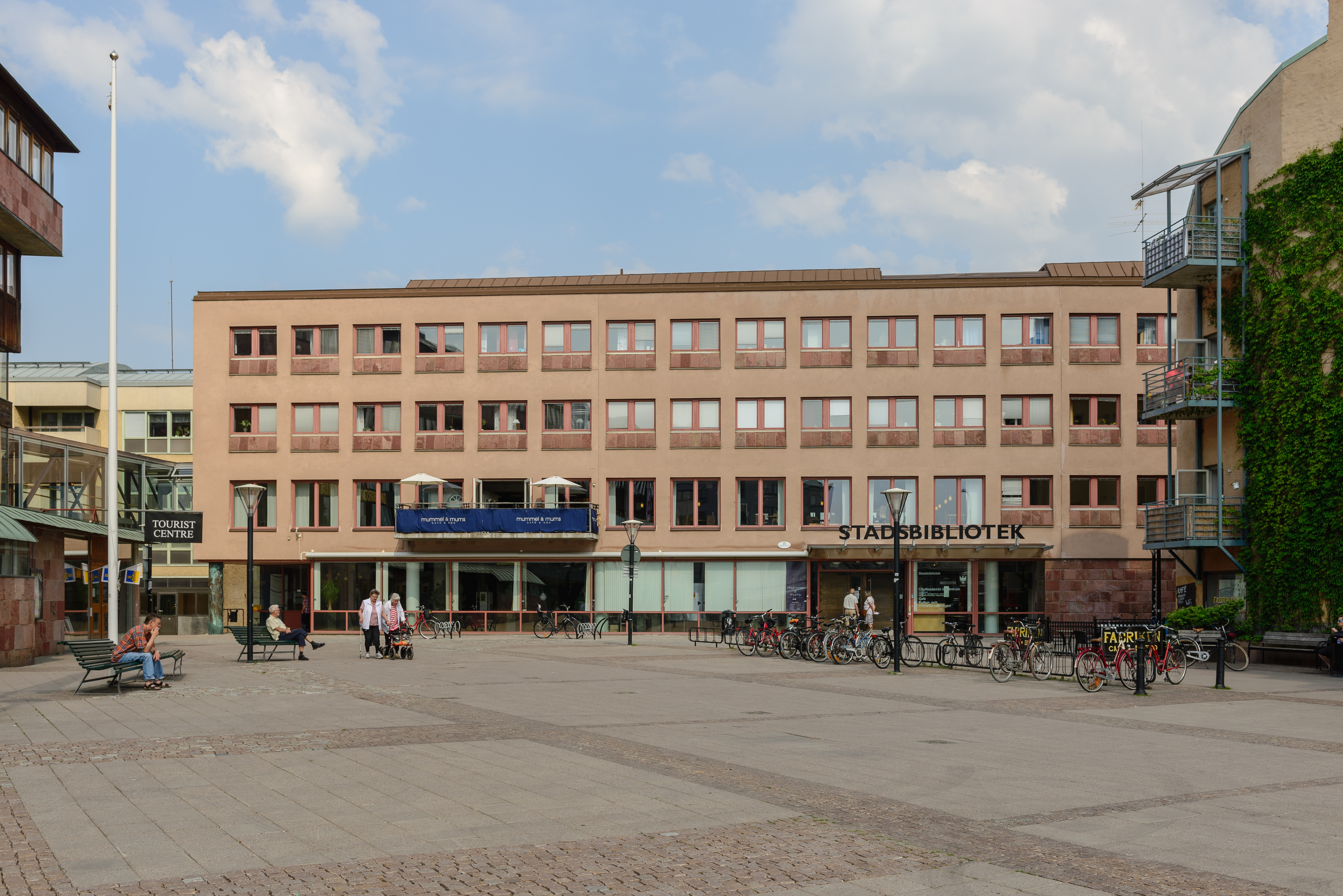
Byggnaden vid Olof Palmes torg fungerade som stadsbibliotek i 40 år, under åren 1981–2021.

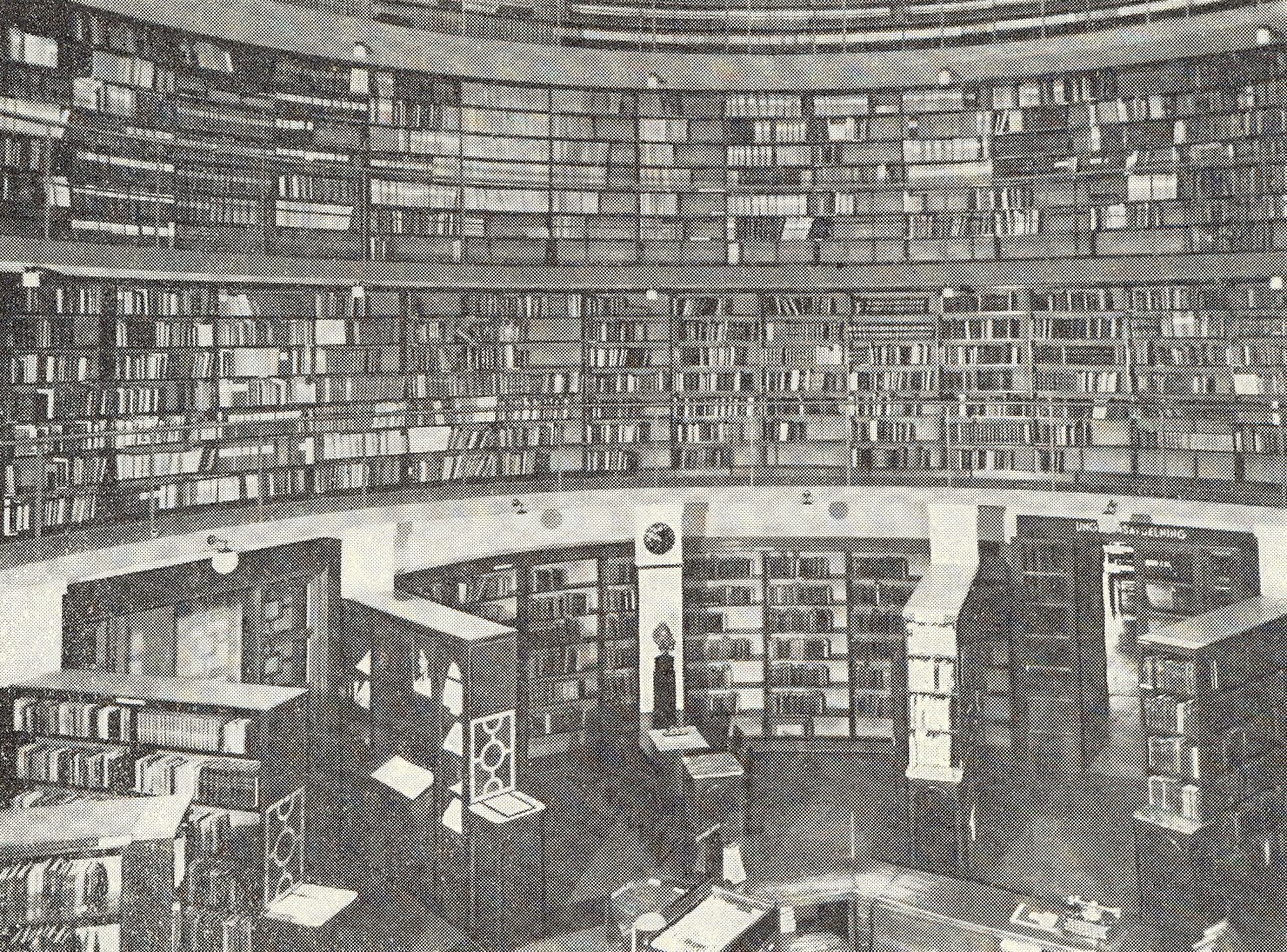
Rotundan i Örebro stadsbibliotek på 1940-talet.

Stadsbiblioteket i Örebro ligger i Kulturkvarteret på Nygatan 1, invid Svartån och intill Örebro Konserthus. Kulturkvarteret invigdes 4 september 2021 och arkitekt var Wingårdhs arkitekter.

## Historia
Det äldsta biblioteket i Örebro är Karolinska läroverkets bibliotek, som har sina rötter i gamla Örebro skola. Redan i början av 1820-talet fanns även ett lånebibliotek som grundades av bokhandlaren Carl Magnus Torin. Det omfattade omkring 1000 volymer. Sedan denne flyttat till Skara, fanns under ett antal år inte möjligheter för allmänheten att låna böcker i Örebro. År 1831 föreslog rektorn vid Karolinska läroverket Otto-Joel Gumaelius i ett upprop att ett läsesällskap borde inrättas i Örebro. Ett sådant kom också att instiftas i februari 1832. Under de första åren av sin verksamhet var det ett ganska exklusivt sällskap. Intresset tycks även ha avtagit, och år 1855 lades verksamheten ner.
Örebros förste folkskollärare, Johan Broddén, tog över böckerna från läsesällskapet, och öppnade med dem ett lånebibliotek, där allmänheten mot en liten betalning kunde låna böcker. Denna verksamhet pågick sedermera parallellt med Stadsbiblioteket, fram till år 1902. Under åren 1855–1861 fanns även en s.k. bildningsförening, som vid sidan om annan verksamhet, även hade ett bibliotek.
Det var prosten Wilhelm Gumælius som på en sockenstämma år 1859 förde frågan på tal om ett sockenbiblioteks inrättande. Detta kom senare att kallas stadsbibliotek, och församlingarna i Örebro med omnejd godkände på våren 1861 ett Reglemente för ett Stadsbibliotek i Örebro stad. Söndagen den 3 augusti 1862 lånades böcker ut för första gången. Till en början härbärgerades boksamlingen hemma hos klockaren Hedin. Boksamlingen omfattade 300 band från start.
Efter att klockaren Hedin avsagt sig ansvaret för boksamlingen år 1863, flyttades böckerna till folkskolehuset, beläget vid Drottninggatan 47. Folkskolläraren Nils Eklöf blev bibliotekarie. År 1874 blev skolläraren Anders Rosander bibliotekarie, en syssla som han fullgjorde i 33 år. År 1866 upptog bibliotekskatalogen 801 nummer. 1886 flyttades biblioteket till Köpmangatan 16, men då man efterhand även växte ur denna lokal, flyttade man omkring sekelskiftet till läderhandlare C.A. Carlssons gård, Drottninggatan 22. Där fick biblioteket sin första läsesal. Redan 1903 blev man uppsagda, och verksamheten flyttade då till Fabriksgatan 5, i hörnet av Nygatan. Sedan Rosander trätt tillbaka blev år 1907 folkskolläraren Julius Norelius bibliotekarie, en post som han innehade till 1935.
Under åren 1911–1932 låg biblioteket i bottenvåningen på Örebro gamla skola vid Vasagatan, det hus som idag är Nikolai församlingshem. Stadsbiblioteket låg under åren 1932 till 1981 i den gemensamma biblioteks- och konserthusbyggnad vid Fabriksgatan, som idag är Örebro konserthus. I detta hus fick Örebro stadsbibliotek sina första fullvärdiga lokaler. En nyhet var att böckerna stod på vad vi idag kallar öppna hyllor.  Från att tidigare ha varit tvungna att be personalen att plocka fram de önskade böckerna, kunde besökarna nu strosa omkring bland hyllorna och själva välja de böcker de ville ha.
1981 flyttade stadsbiblioteket till Södertorget (numera Olof Palmes torg), i en byggnad som uppförts 1979–81 till en kostnad av 46 miljoner kronor. Ansvarigt arkitektkontor var Bo Cederlöf Arkitektkontor AB i Göteborg.
1987–88 blev stadsbiblioteket det första stora folkbiblioteket i Sverige med datoriserad bokkatalog och datoriserade utlån av böckerna.
År 2003 förändrades byggnaden delvis, i och med att den närliggande kongressanläggningen Conventum inkorporerades i strukturerna. Ritningarna till den ombyggnationen stod White arkitekter för. I samband med detta flyttades lånediskarna, och ett kafé, Mummel & Mums, tillkom en trappa upp. På markplan fanns aktuell litteratur, tidningar och tidskrifter. En trappa ner fanns det öppna magasinet och en samling med litteratur relaterad till Örebro.
Under 2012 gjordes 442 923 besök på stadsbiblioteket. Antalet lån på folkbiblioteken i Örebro kommun uppgick till 851 643.
Under 2016 beslutades att stadsbiblioteket skulle flyttas från lokalerna vid Olof Palmes torg till det nya Kulturkvarteret på Nygatan 1. Bygget av Kulturkvarteret avslutades under våren 2021. Under sommaren 2021 flyttades stadsbibliotekets böcker och inventarier till den nya byggnaden.

## Organisation
I Örebro kommun finns också åtta stadsdelsbibliotek, bokbilsverksamhet och fyra landsbygdsbibliotek som organisatoriskt hör ihop med stadsbiblioteket. Patientbiblioteket på Universitetssjukhuset drivs på entreprenad av stadsbiblioteket. Biblioteket i Tegelbruket tillhörde organisationen tidigare men drivs på entreprenad av föreningen Tegelbruket. 
De åtta stadsdelsbiblioteken är:
- Adolfsbergs bibliotek
- Baronbackarnas bibliotek
- Brickebackens bibliotek
- Haga bibliotek
- Hovsta bibliotek
- Norrby bibliotek
- Varberga bibliotek
- Vivalla bibliotek

De fyra landsbygdsbiblioteken är:
- Garphyttans bibliotek (integrerat skol- och folkbibliotek)
- Glanshammars bibliotek (integrerat skol- och folkbibliotek)
- Odensbackens bibliotek (integrerat skol- och folkbibliotek)
- Vintrosas bibliotek

## Konstnärlig utsmyckning av stadsbiblioteket
[källa behövs]
Bibliotekshallen
- Henrik Allert: Häst, skulptur
- Lenny Clarhäll: Minnesmärke över de stupade i Ådalen 1931 (1981), bronsskulptur[förtydliga]
- Ulla Forsell: Glaspärlespel, mobil i kristallglas
- Bertil Bagare Kindgren:  Sagan om verkligheten,  träräcken med reliefer samt gäss av trä i taket
- Bertil Bagare Kindgren: fem namnlösa emaljplattor som visar vägen till talboksavdelningen
- Evert Lindfors: Mexikanskt djur, liten djurskulptur
- Marita Norin: Matriarkatet, reliefer i terrakotta,
- Marita Norin: Patriarkatet, reliefer i terrakotta
- Georg Oddner: Mannen med boken, fotografik
- Stig Olson: Eldvaktaren
- Sam Uhrdin: Johan Lindström Saxon, oljemålning
- Karin Ward: Triangelvy, trekantig relief i koppar
- Karin Ward: Blåbärsskogen, träskulptur med bänkar att sitta på
- Karin Ögren: Nordiskt landskap x 3'

Zonetten
- Kristina Anselm: Natten går, träsnitt
- Kristina Anselm: Ute med katten, träsnitt
- Inga Björnstedt: Han och jag, oändlig resa, tempera
- Olle Bonniér, serigrafi/silkscreen
- Tove Siri: Liten kattkonst 1, lineoleum
- Tove Siri: Liten kattkonst 2
- Urban Sjögren: Marocko 1, kopparstick

En trappa ned
- Kristina Anselm: Kråka, olja på plywood
- Göran Danielsson: Tre emaljplattor, utan titel
- Faith47/Liberty Waumsley Foreign, olja

Personalentrén
- Karin Ward Pontén: Eva, hon med äpplet, pelarutsmyckning i driven koppar